# Signs of the Time (Sons of Apollo)
Signs of the Time è un singolo del gruppo musicale statunitense Sons of Apollo, pubblicato l'11 agosto 2017 come primo estratto dal primo album in studio Psychotic Symphony.

## Video musicale
Il videoclip è stato pubblicato il 20 giugno 2018 e mostra svariati filmati tratti dai concerti che il gruppo ha tenuto nell'America del Nord.

## Tracce
1. Signs of the Time – 6:43 (testo: Jeff Scott Soto – musica: Derek Sherinian, Ron Thal, Mike Portnoy)

## Formazione
Gruppo
- Mike Portnoy – batteria, percussioni, voce
- Derek Sherinian – tastiera
- Ron "Bumblefoot" Thal – chitarra, voce
- Billy Sheehan – basso
- Jeff Scott Soto – voce

Produzione
- The Del Fulvio Brothers (Mike Portnoy, Derek Sherinian) – produzione
- Jerry Guidroz – ingegneria del suono
- Greg Foeller – assistenza tecnica
- Corey Mast – ingegneria del suono aggiuntiva
- Brent Woods – ingegneria del suono aggiuntiva
- Simone Sello – ingegneria del suono aggiuntiva
- Thomas Cuce – ingegneria del suono aggiuntiva
- Jay Ruston – missaggio
- Paul Logus – mastering